# Amílcar de Castro
Amílcar de Castro (Minas Gerais, 1920. július 8. – Belo Horizonte, 2002. november 21.) brazil szobrász. Művei főleg festetlen, nagy fémszobrok, amik az „egy vágás, egy hajtás” elvét követik.